# Л-10
Л-10 «Менжинец» — советская дизель-электрическая минно-торпедная подводная лодка времён Второй мировой войны. Четвёртый корабль серии XI типа «Ленинец».

## История корабля
Лодка была заложена 10 июня 1934 года на заводе № 198 в Николаеве, заводской номер 285, в виде отдельных секций была перевезена во Владивосток, на завод № 202 (Дальзавод) где была собрана. 18 декабря 1935 года спущена на воду, 29 декабря 1936 года вступила в строй. В боевых походах участия не принимала. В 1948—1950-х годах прошла капитальный ремонт. В 1949 году переименована в Б-10. В 1957 году первой в истории ВМФ СССР осуществила дозаправку в открытом море, передав топливо на Б-66 проекта 611, осуществлявшую 75-суточный поход. 20 февраля 1959 года исключена из состава флота, использовалась как плавучая зарядовая станция, переименована в ЗАС-18, в 1966 году переименована в ПЗС-20, в январе 1967 года списана, впоследствии разделана на металл.